# رودلف يوربان
رودلف يوربان (بالإنجليزية: Rudolf Urban)‏ (و. 1980  م) هو لاعب كرة قدم، من سلوفاكيا، ولد في كوشيتسه، يلعب كلاعب وسط.

## روابط خارجية
- رودلف يوربان على موقع قاعدة بيانات كرة القدم.إي يو (الإنجليزية)
- رودلف يوربان على موقع ناشيونال فوتبول تيمز (الإنجليزية)
- رودلف يوربان على موقع Soccerway.com (الإنجليزية)